# Leiosalpingidae
Leiosalpingidae är en familj av mossdjur. Leiosalpingidae ingår i ordningen Cheilostomatida, klassen Gymnolaemata, fylumet mossdjur och riket djur. I familjen Leiosalpingidae finns 3 arter. 
Kladogram enligt Catalogue of Life:
| Leiosalpingidae | \| \| Astoleiosalpinx \| \| \| \| \| \| Leiosalpinx \| \| \| \| |
|                 | \| \| Astoleiosalpinx \| \| \| \| \| \| Leiosalpinx \| \| \| \| |
|                 | Astoleiosalpinx                                                 |
|                 |                                                                 |
|                 | Leiosalpinx                                                     |
|                 |                                                                 |